# Lenart Hodiški
Lenart Hodiški (Keutschach) (* okoli 1442, verjetno v Vetrinju na Koroškem ; † 8. junij 1519 v Salzburgu) je bil od 1495 do 1519 salzburški nadškof in zadnji, ki je Salzburgu vladal na fevdalno-viteški način. Grb družine Hodiških je bela repa na črnem polju.

## Življenje

### Izvor in zgodnja leta
Starša Lenarta Hodiškega sta bila upravnik Vetrinjskega dvora Oton Hodiški in Neža Mödrinjska. Sedež rodbine je bil na severnem obrežju Hodiškega jezera na današnjem južnem Koroškem. Lenart je bil najprej avguštinski kanonik, prošt v opatiji Dobrla vas in je bil leta 1490 imenovan za stolnega prošta. Leta 1495 je bil izvoljen za salzburškega nadškofa.

### Delovanje kot nadškofa
Lenart je bil visoko izobražen; obenem pa naj bi bil on, ki je izhajal iz nižjega plemstva, deželnega značaja. Imel je odpor do pretirano dvornega načina življenja. Globoko verni in pobožni nadškof je svoje življenje živel po avguštinskem kanonskem pravilu. Leta 1512 je moral prepričati Matevža Langa von Wellenburga, tajnika in diplomata cesarja Maksimiljana I., krškega škofa in Kartagenskega ter kardinala, kot koadjutor, kar je po eni strani utrdilo njegov položaj in vpliv. .Leta 1514 pa je proti volji nadškofa zavladal stolni kapitelj, ki je prav tako živel po avguštinskem kanoničnem pravilu.
Lenart se je vedno energično držal svojih pravic. Leta 1481 je od cesarja Friderika III. mestu Salzburg podeljen privilegij svobodnih volitev mestnega sveta in župana v velikem pismu svetu, kar je povzročil dolgoletne spore. Leta 1511 je Lenart ta spor končal z zvitostjo in nasiljem: aretiral je mestne predstavnike (župana in mestni svet), ki so bili povabljeni na banket, in tako izsilil predajo privilegijev.
Kot nečak je imel številne pomembne položaje pri družinskih članih.
Leta 1498 je ponovno izgnal Jude iz svojega vplivnega območja, ki so se preselili po drugem izgonu leta 1404, in dal uničiti sinagogo v Salzburgu.
Nekaj časa je bil njegov osebni zdravnik zgodnji humanist Venčeslav Brack.

#### Reforme
Na začetku njegovega vladanja so bile finance nadškofije v razsulu. Nesposobni predhodniki so za seboj pustili velike dolgove. Novi in dobro načrtovani gospodarski ukrepi so pripeljali do blaginje in prvega večjega razcveta umetnosti in kulture v Salzburgu. Mesto je doživelo velik gospodarski in politični razcvet. Salzburg je postal celo ena najbogatejših kneževin Rimsko-nemškega cesarstva, bil je četrta najbogatejša dežela v cesarstvu za habsburškimi dednimi deželami, vojvodino Bavarsko in volilno deželo  Köln.
Ker je bil cesar Maksimilijan I. Habsburški nadalje nenehno zadolžen, je Lenart postal posebno vpliven finančnik, dobil je vedno znova nove cesarske koncesije. Noben predhodnik ni dosegel tako visoke moči kot Lenart Hodiški. S premeteno politiko mu je uspelo odkupiti zastavljena posestva.
Njegove najpomembnejše reforme so bile zemljiško upravljanje, uporaba zakupnine, pridelava soli, rudarstvo in trgovina na dolge razdalje. Pod njegovim vodstvom se je pospešilo pridobivanje srebra in zlata v Raurisu in v dolini Gastein. To mu je skupaj s povečanjem izvoza soli ter racionalno in pametno reorganizacijo dežele omogočilo velike dobičke.
Lenart Hodiški je naredil tudi obsežne spremembe pri denarni politiki in kovnici. Tako je postal utemeljitelj sodobnega salzburškega kovanja denarja. Salzburški Rübenthaler je danes numizmatična redkost, ki je iskana po vsem svetu.

#### Gradbena dejavnost
Pod njegovo vladavino so okoli leta 1500 razširili trdnjavo Hohensalzburg. Dal je postaviti in okrasiti sobno zaporedje, sestavljeno iz predsobe, salona, kabineta in spalnice, ki je eden najbolj dovršenih severno alpskih posvetnih prostorov tega časa. Tudi med drugim  Reck -, Hasen - in stolp Geyer so bili obnovljeni ter tudi cerkev sv. Jurija, Ross- in Schleuderpforte ter leta 1502  zgrajene velike orgle, Salzburškie orgle. Vgrajene v trdnjavo naj bi oddajale od daleč slišne vojaške ali nevojaške signale, ki so prebivalcem označevali začetek in konec delovnega dne. Za to delo, obnovljeno leta 1753 , sta Janez Ernst Eberlin in Leopold Mozart komponirala 12 majhnih skladb (po eno za vsak mesec).
Takrat je bila zgrajena vzpenjača Rißzug, ki je danes najstarejša ohranjena vzpenjača na svetu. Zgrajen je bil velika Hodiška Bastilja, vključno z zunanjimi deli, in tako je bila trdnjava nepremagljiva. Na novo zgrajena velika Hodiška cisterna zagotavlja preživetje vojakov med obleganjem. Razširili so knežje dvorane v zgornjem nadstropju, nastala je veličastna Goldene Stube s filigransko mojstrovino lončenih peči in Zlata dvorana z mogočnimi marmornatimi stebri. Knezoškof, ki je po letu 1504 v glavnem živel in bival v trdnjavi, si je očitno prizadeval, da bi si življenje naredil čim prijetnejše. Lenart je dal na južnih bastijah zasaditi vinograde in rožne nasade, v kleti je hranil velike količine velikonočnega vina iz Wachaua, pa tudi razna sladka vina, ki so bila nadškofu posebej všeč, na dvorišču pa je živelo na desetine napol ukročenih belih pavov. .
Pod njegovim okriljem so med letoma 1497 in 1503 razširili grajski kompleks Taggenbrunn na Koroškem v zelo moderno utrdbo za tisti čas, a tudi v Gmündu, Brežah, Althofnu, Plešivcu, Steinu in Šentandražu v Labotski dolini (vse na današnjem Koroškem) so grajske komplekse razširili ali obnovili. V knezoškofiji Salzburgu so razširili grajske komplekse Itter, Windisch-Matrei, Lengberg, Staufeneck, Tettelham, Lebenau, Mauterndorf in Glanegg, predvsem pa mestne utrdbe Radstadt. Leta 1496 je dal zgraditi lično gotsko cerkev, posvečeno sv. Lenartu v St. Lenartu na Wonnebergu (blizu Waging am See). Leta 1489 je Lenart Hodiški kupil meščansko pivovarno Elsenheimerische Brauerei zu Kaltenhausen in pivovarna je tako postala last knezo-nadškofove dvorne komore. Dvorna pivovarna Kaltenhausen se je razvila v največjo pivovarno v Salzburgu in največjo konkurenco meščanskim pivovarnam v Halleinu. Salzburški nadškofje so povečali in posodobili pivovarno, ki je zaradi zavarovane prodaje zaradi začasne ponudbe za točenje piva samo iz nadškofovih pivovarn predstavljala pomemben vir dohodka. Njegov načrt, ki se je nazadnje izjalovil, je nadškofu med Salzburžani prinesel vzdevek Mali-gospodar.
Pospeševal je gradnjo cest, da bi razširil trgovino na dolge razdalje in poleg mnogih drugih cest dal zgraditi cesto čez Radstädter Tauern, po stari rimski cesti. Zgradil je tudi nove salzaške jezove v Halleinu, da bi izboljšal varnost pred poplavami.

## Spletne povezave
- Podrobna biografija na “Salzburg Coins Interactive”
- Eintrag zu Leonhardu von Keutschach  (v
- Kratek portret med "Salzburško turnejo"